# سلطان‌علی مشهدی
سلطان‌علی بن محمد مشهدی معروف به سلطان‌علی مشهدی و ملقب به سلطان الخطاطین و نظام‌الدین سلطانی (۸۴۱–۹۲۶ ه‍.ق/۱۴۳۵–۱۵۲۰م) از خوشنویسان ایرانی و از معروفترین نستعلیق‌نویسان قرن نهم و دهم ایران است. هیچ‌یک از نستعلیق‌نویسان قدیم در زمان خود به اندازه او صاحب شهرت نشده‌اند. تمام کتیبه‌های مصر، مدارس هرات را که از بناهای سلطان حسین بایقرا و امیر علیشیر نوائی است، سلطان‌علی به خط نستعلیق اعلای جلی نوشته‌است. شیوه او در نستعلیق‌نویسی نزد خوشنویسان دربار گورکانیان هند بسیار مورد توجه بود.
او به سال ۸۴۱ در مشهد متولد شد و پس از کسب کمالات به دربار ابوسعید گورکان و سلطان حسین بایقرا راه یافت. سلطان علی مشهدی در سن ۸۵ سالگی در ۱۰ ربیع‌الاول ۹۲۶ بدرود حیات گفت. وی شاگرد اظهر تبریزی بود و شاگردانی چون محمد ابریشمی، سلطان محمد نور، سلطان محمد خندان و زین‌الدین محمود واصفی و میرعلی جامی تعلیم داد.
مهم‌ترین تألیف او رساله منظومی است در قالب مثنوی که به قواعد خط پرداخته که بعدها به آن عنوان «صراط السطور» را داده‌اند و میرعلی هروی آن را «صراط الخط» نامیده‌است؛ هرچند خود سلطان‌علی، هیچ نامی بر آن ننهاده بود.

## مدفن
سلطان‌علی مشهدی در سال ۹۲۶ قمری در هرات فوت کرد ولی بدنش به حرم امام رضا منتقل و در مقابل پنجره فولاد دفن شد.